# Rudolf-Wurzer-Preis
Der Rudolf-Wurzer-Preis für Raumplanung ist ein Wissenschaftspreis der Stadt Wien gemeinsam mit der Technischen Universität Wien. Der Preis wurde nach dem ehemaligen Hochschulprofessor für Städtebau und Raumplanung und ehemaligen Planungsstadtrates von Wien Rudolf Wurzer (1920–2004) benannt.

## Raumplanungspreis
2001 wurde anlässlich des 30-jährigen Jubiläums der Studienrichtung Raumplanung der Rudolf-Wurzer-Preis von der Bundeshauptstadt und der Technischen Universität Wien ins Leben gerufen. Seit 2002 wird der mit 10.000 Euro dotierte Preis alle zwei Jahre für wissenschaftliche Abhandlungen zur Stadtentwicklungs- und Raumplanung vergeben. Ebenfalls werden problemlösende Konzepte ausgezeichnet, die der Planungspraxis zum Vorbild dienen können. Für die Stadt Wien dient der Preis - gemeinsam mit dem Roland-Rainer-Forschungsstipendium und dem Wiener Ingenieurpreis - der Förderung von Architektur, Raumplanung und Baukunst. Manchmal werden die drei Preise bei einem gemeinsamen Festakt (wie im Jahr 2008 im Wiener Semperdepot) vergeben. Der Preis wird von der TU Wien aus eigenen Mitteln finanziert.
Die wechselnde Begutachtungskommission sowie die Jury bestehen aus Hochschullehrern zur Raumplanung deutschsprachiger Universitäten (TU Wien, RWTH Aachen, TU Graz, TU Dortmund u. a. – darunter Klaus Semsroth, Hubert Christian Ehalt, Rudolf Giffinger, Rudolf Scheuvens, Christoph Luchsinger, Aglaée Degros, Christa Reicher, Franziska Sielker, Markus Tomaselli und Sibylla Zech) und Vertretern von Stadtplanungsbehörden (Wien, Klagenfurt, München u. a. – darunter Elisabeth Merk, Thomas Madreiter, Rudolf Schicker, Ulli Sima, Harald Griesser, Robert Piechl, Birgit Hebein und Christof Schremmer).

## Preisträger
| Jahr | Preis | Würdigung/Anerkennung |  |
| ---- | --- | --- |  |
| 2001 | Sabine Mayer: Relationale Raumplanung | |  |
| 2002 | Andreas Hofer: Die Rolle des europäischen Städtebaus in Lateinamerika Andreas Voigt: Raumbezogene Simulation und örtliche Raumordnung Reinhard Seiß: Informationsvermittlung und Bewusstseinsbildung in der Raumplanung | |  |
| 2004 | Arne Arnberger: Modellierung sozialer Tragfähigkeiten von Erholungsgebieten – dargestellt am Erholungsgebiet Wienerberg Georg Hauger: Grundlagen der Verkehrsökologie Andreas Falch und Friedrich Falch: Lawinendamm/Alpinarium Galtür | |  |
| 2006 | Hans Kramar: Innovation durch Agglomeration, zu den Standortfaktoren der Wissensproduktion | Petra Daschütz: Flächenbedarf, Freizeitmobilität und Aktionsraum von Kindern und Jugendlichen in der Stadt |  |
| 2008 | Oliver Frey: „Orte. Netze. Milieus“. Zur kommunalen Steuerung kreativer Milieus in einer „amalgamen Stadt“ Hannes Schaffer: Europaregion – Menschen in Centrope | Gabriele Tatzberger: A Global Economic Integration Zone in Central Europe? Vienna-Bratislava-Györ as a Laboratory for EU Territorial Cohesion Policy |  |
| 2010 | Beatrix Haselsberger: „Reshaping Europe. Borders“. Impact on Territorial Cohesion Norbert Trolf: Grün als Marktwert – der Einfluss der Grün- und Freiflächen auf die Preisbildung am Grundstücksmarkt am Beispiel Wien | Daniel Paul Glaser: Die postmaterielle Stadt. Städtebauliche Strategien und Szenarien für eine strukturell nachhaltige Gesellschaft Heidi Pretterhofer und Dieter Spath: Land-Rurbanismus oder Leben im postruralen Raum |  |
| 2012 | Gerlinde Gutheil-Knopp-Kirchwald: Familiengerechte Wohnungspolitik im urbanen Raum. Modellgestützte Evaluierung und Politikvorschläge für die Stadtregion Wien und München Emanuela Semlitsch: Spielräume lassen – Performative Interventionen im Kontext der Stadt Anna Resch und Lisa Enzenhofer: Lendlabor. Vom Leerstand zur Ressource Christine Pointl: Nutzungspotenziale urbaner Branchen. Erhebung und indikatorbasierte Bewertung der Brachflächen in Wien | |  |
| 2014 | Daniela Allmeier: „StadtLandRegion“. Portrait-Vision-Strategie Stefan Groh: „Einmischen?“ Stadtentwicklung und zivile Initiative Sabine Lutz: Sozialraumorientierte Steuerungsstrategien in der Stadterneuerungspraxis als Ansatz zur Verringerung von großstädtischen Benachteiligungsphänomenen - am Beispiel von Berlin Moabit & Wien Simmering Vera Seriakov und Nela Kadicskopje: „Abseits der Kulisse“. Strategien für eine junge Hauptstadt Johannes Suitner: „Imagineering Cultural Vienna“. On the semiotic regulation of Vienna’s culture-led urban transformation | |  |
| 2016 | Bernhard Siquans: „Zwischendrin“. Intermediäre Organisationen in der gemeinwesenorientierten Quartiersentwicklung in Wien Kamile Batur: Umkämpfte Interventionen: Eine Kriegstopographie. Strategien und Taktiken der Stadterneuerung in Istanbul | Stefan Glawischnig: An urban monitoring system for large-scale building energy assessment Lejla Deljkic: Refugee camps architecture of an exile. With special emphasis on the collective center Mihatovići Gregor Doblinger: Ma.Ad.Man Urbanization. Urbanisation and matters in urban planning: investigation of a utopia and the design of an urban toy    |  |
| 2018 | Magdalena Maierhofer: A hospital is not a tree – Die Re-Urbanisierung von Krankenhaus und Gesundheit | Hartmut Dumke: Erneuerbare Energien für Regionen – Flächenbedarfe und Flächenkonkurrenzen Maria Wasserburger: (Re)Aktivierung von Wohnungsleerstand. Ein Beitrag zur Deckung des Wohnraumbedarfs in österreichischen Städten Jan Gartner: Raumpioniere. Crowdfunding für urbane Projekte                                                                     |  |
| 2020 | Friedrich Hauer: „Wasserlinien, Wasserzeichen“. Untersuchungen zur morphologischen Relevanz von Wasser und Gewässern in der Wiener Stadtbaugeschichte | Sebastian Sattlegger: „Die Stadt Weiterbauen“. Neue urbane Räume für Salzburg Jessica Theuner: „Neue Energie für die Lausitz“. Visionen für den Strukturwandel der ostdeutschen Kohleregion Daniel Youssef: „Räumliche Potenzialanalyse und Einsatz erneuerbarer Energieträger am Beispiel des Bezirks Baden“. Ein Beitrag zur regionalen Energieraumplanung |  |
| 2022 | Patrick Zöchling: „Potential Pielachtal“. Integrative Betrachtung als Chance für neue räumliche Qualitäten entlang der Mariazellerbahn | Denis Witzke: „Im Zuckerrübenland“. Rübenplätze zwischen Zuckerproduktion, Siedlung und Landschaft neu entdecken David Heindl: Mobilisierung von Baulandreserven durch Abgaben |  |
| 2024 | Niklas Hörburger: „Regio-City Hafen Wien“. (Binnen-)Häfen als transformative Räume Yana Tsarynnyk: Spatial Reactions to War: Urban Insights from Rear and Front | |  |